# Niklas Stechele
Niklas Stechele (ur. 2000) – niemiecki zapaśnik walczący w stylu wolnym. Zajął dziewiąte miejsce na mistrzostwach świata w 2023. 
Piąty na mistrzostwach Europy w 2022, 2024 i 2025. Dziesiąty w indywidualnym Pucharze Świata w 2020. Złoty medalista MŚ wojskowych w 2025.
Wygrał ME U-23 w 2023. Trzeci na ME kadetów w 2017.
Mistrz Niemiec w latach: 2019 i 2024; drugi w 2022 i 2023 roku.